# Emmaplein (Amsterdam)
Het Emmaplein is een langwerpig plein met plantsoen in Amsterdam-Zuid, Willemsparkbuurt-Noord.

## Geschiedenis en ligging
Het plein kreeg haar naam per raadsbesluit van 12 maart 1902, toen ook de Emmalaan haar naam kreeg. Ze zijn beide vernoemd naar Emma zu Waldeck und Pyrmont, vrouw van koning Willem III der Nederlanden. Na de annexatie van Nieuwer-Amstel kreeg Amsterdam er nog een Emmastraat bij (benoemd in 1895), deze loopt oostelijk parallel aan laan en plein. Ook vanuit Sloten kwam in Amsterdam-West een Emmastraat mee; die kreeg vrijwel direct een andere naam: Lumeijstraat (zie aldaar).
Het Emmaplein is een verbreding in de van noord naar zuid lopende Emmalaan met in het midden een plantsoen. Die Emmalaan begint aan de Diaconessenbrug, in- en uitgang van het Vondelpark en eindigt op de Koninginneweg. Andere straten die het plein aandoen zijn de Oranje Nassaulaan en Prins Hendriklaan. 
Onder het plantsoen liep of loopt een drainagesysteem van noord naar zuid met vertakkingen naar de zijkanten.

## Gebouwen
De bebouwing volgde pas jaren later. Architecten als Jan Frederik Staal (nr. 2), Heere van der Schaar (nrs. 8-12), Jan Juffer en gebroeders Van Gendt (nrs 3-5) en  Ernst Roest (nr.7) lieten hun sporen achter. Dit zijn dan ook meteen alle gebouwen aan de rand van het plein. De gebouwen 2, 3, 5 zijn rijksmonument, waarbij geldt dat de garage behorend bij nummer 3 en het hekwerk bij nummer 5 ook zelfstandig een rijksmonument zijn. 
Een aantal gebouwen is opgetrokken in de bouwstijl Amsterdamse School. Het geldt voor het gebouw 3-5 met garage en hekwerk, als ook voor twee kleine gebouwtjes in het plantsoen; deze zijn qua architectuur ingedeeld in Orde 2 (bijna monument). 

### Emmaplein 1
Op huisnummer 1 staat een parkwachtershuisje uit 1920 ontworpen door de Dienst der Publieke Werken. Het vierkante geheel (lengte en breedte 3,46 m) staat op een betonnen plaatfundering. Daarop rust de bakstenen plint met een bovenbouw van hout en een puntdak met dakpannen. Origineel bood het onderdak aan schaftruimte, toiletten en opslag. Toen deze niet meer nodig waren, werd het omgebouwd tot bedrijfsunit. Het gebouwtje staat in het plantsoen van het Emmaplein.

### Trafohuisje
Het gebouwtje nr. 1 heeft aan de andere eind van een voetpad, dat rond 1969 door het plantsoen werd aangelegd, een tegenhanger in een elektriciteits/trafohuisje in dezelfde stijl. Ook dat gebouwtje, ontworpen door Abel Kok had een puntdak, maar dat is in de loop der tijden verdwenen. Uiteraard ontbreekt de zware ijzeren deur met GEB erop niet. Van dit model C trafohuis stonden er meer in de stad.

### Emmaplein 5, hekwerk
Aansluitend aan het gebouw Emmaplein 5 staat een hekwerk ter afscheiding van het erf. Het monumentenregister (inschrijving 29 oktober 1996) omschrijft het in Amsterdamse Schoolstijl uitgevoerd hek als 
decoratief ijzeren hekwerk op bakstenen basement
Het was enige tijd uitgevoerd in de kleuren rood en groen.

## Kunst
In de zuiden van het plantsoen staat sinds april (de sokkel voor) en juni 1938 het Monument voor koningin Emma. In de jaren negentig volgde het beeld Verschijning (Wave) van Pearl Perlmuter. In de eerste twintig jaar van de 21e eeuw werd op initiatief van Vereniging Bewoners Willemspark op het grasveld van het plantsoen een beeldentuin ingericht onder de naam “Beeldentuin op het Emmaplein: Groep Adam”

## Afbeeldingen

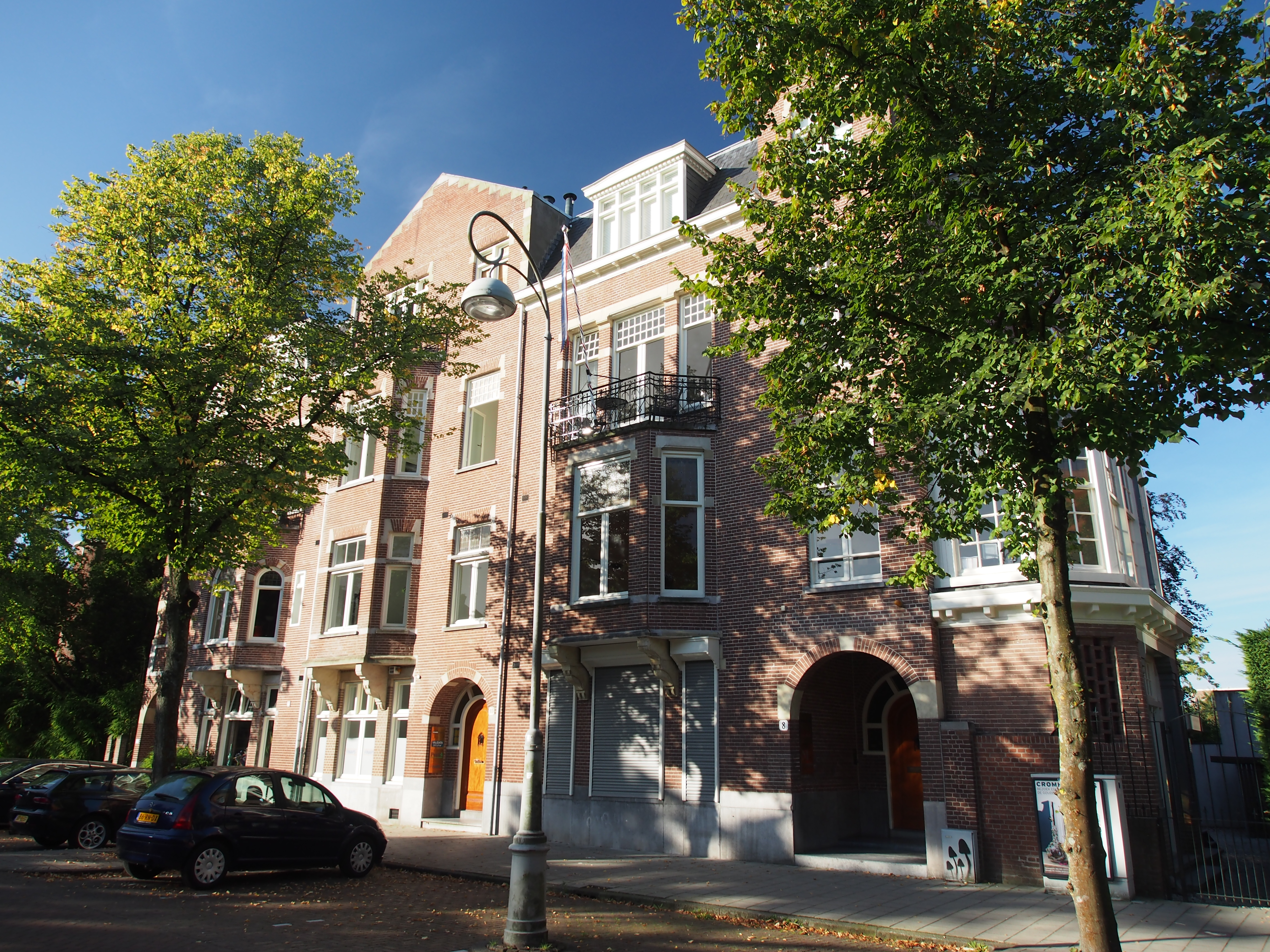
Emmaplein 8-12 (september 2016)
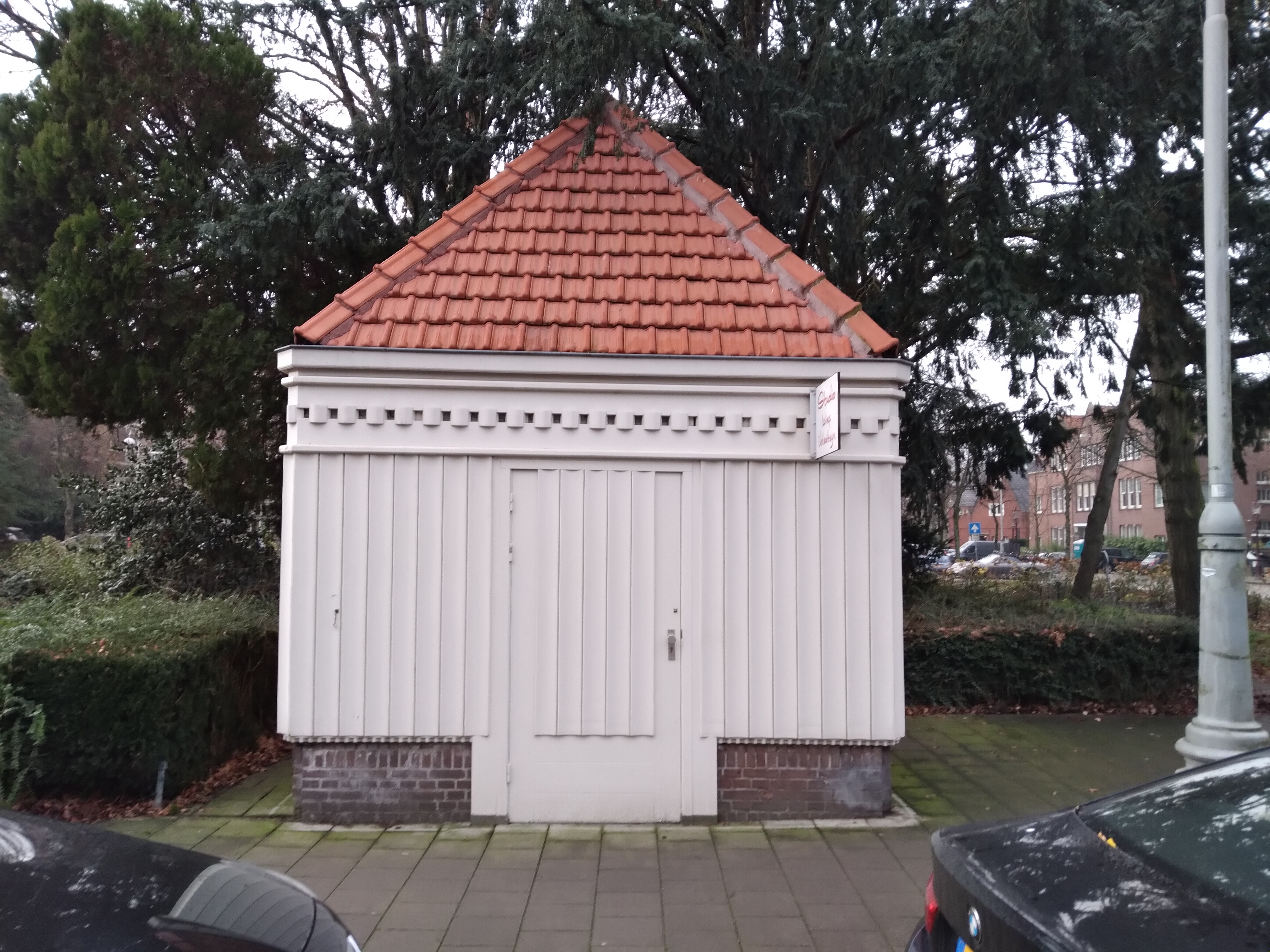
Emmaplein 1 (december 2020)
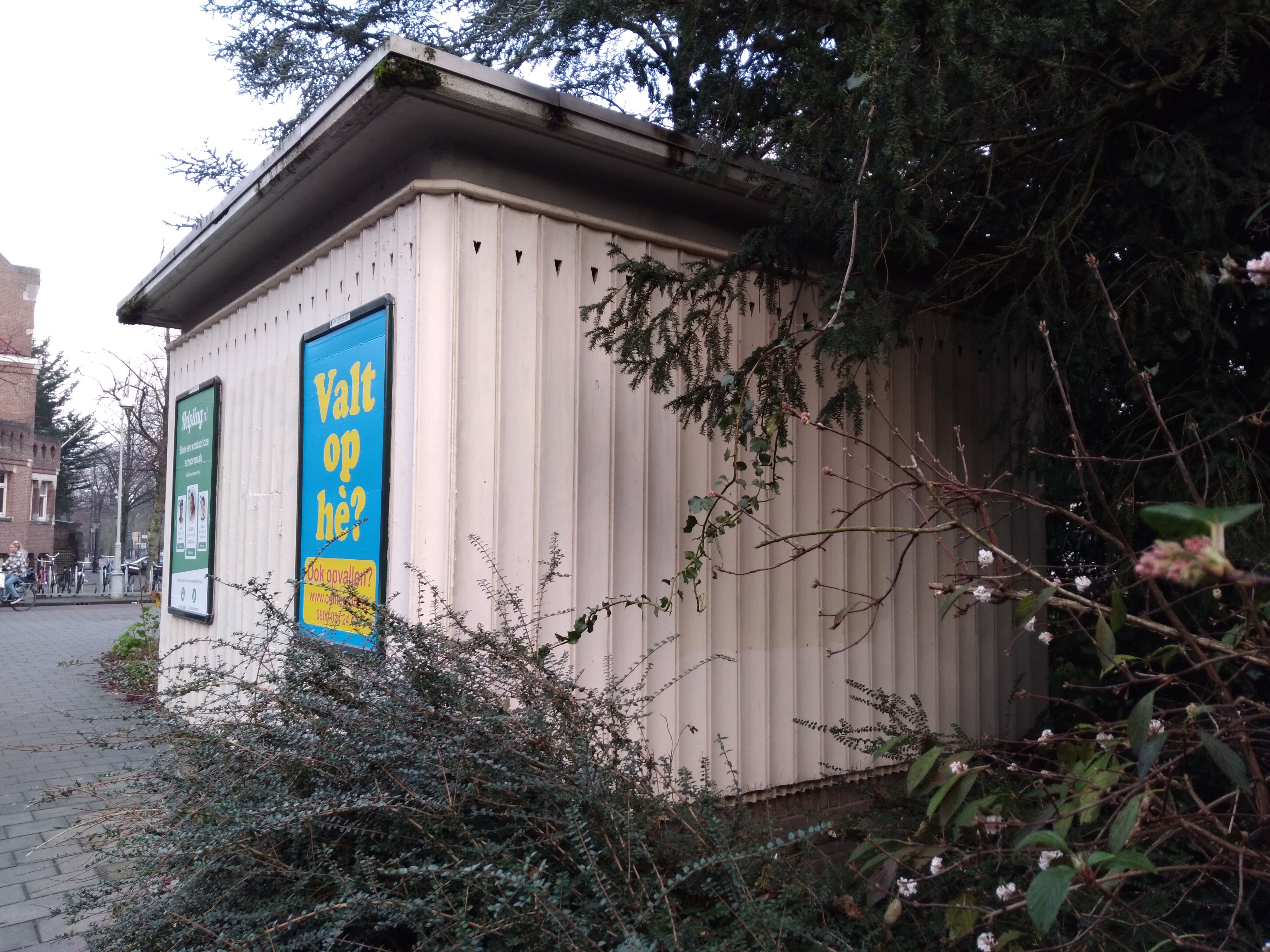
Emmaplein to 8 vol met reclameposters (december 2020)
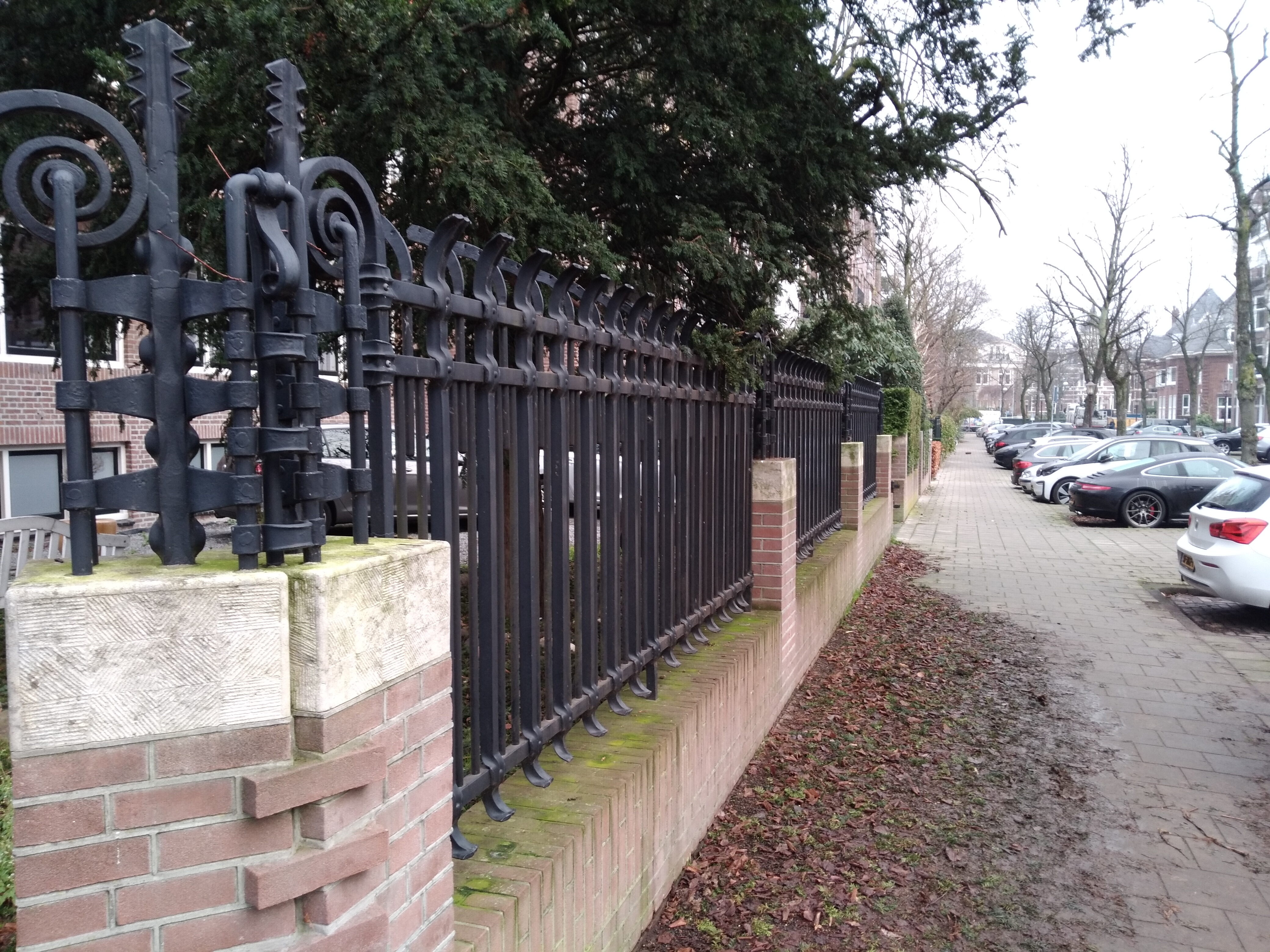
Hekwerk Emmaplein 5 (december 2020)